# Nadine Masshardt
Nadine Masshardt (Affoltern am Albis, 4 ottobre 1984) è una politica svizzera del Partito Socialista Svizzero (PS). Dal 2013 è membro del Consiglio nazionale per il Canton Berna.

## Biografia
Iniziò la sua attività politica prima come consigliera comunale di Langenthal dal 2005 al 2010, poi come membro del Gran Consiglio del Canton Berna dal 2006 al 2013.
Candidatasi al Consiglio nazionale per il Canton Berna per elezioni federali del 2011, non venne eletta, risultando la prima dei non eletti della sua lista con 47 567 voti. Nel 2013 entrò comunque in Consiglio nazionale, subentrando alla collega di partito dimissionaria Ursula Wyss. Venne rieletta alle elezioni federali del 2015 (62 683 preferenze, diciassettesima eletta più votata), del 2019 (68 265 preferenze, decima eletta più votata), e del 2023 (80 947 preferenze, decima eletta più votata). 
Da dicembre 2015 è vicepresidente del Gruppo Socialista all'Assemblea federale.